# Czarny Staw Jaworowy
Czarny Staw Jaworowy (słow. Čierne pleso, Čierne pleso Javorové, niem. Javorinaer Schwarzer See, węg. Javorinai-Fekete-tó) – staw w słowackich Tatrach Wysokich, w Czarnym Ogrodzie – dolnej części Doliny Czarnej Jaworowej (Čierna Javorová dolina), odnogi Doliny Jaworowej (Javorová dolina). Staw leży na wysokości 1492,1 m n.p.m., ma 0,81 ha powierzchni i 3,0 m głębokości (pomiary powierzchni i głębokości z lat 1961–1967).
Jezioro jest systematycznie zasypywane przez wpływający do niego Czarny Potok Jaworowy (Čierny potok), który po ekstremalnych opadach deszczu znosi do zbiornika wielkie ilości materiału z potężnych spływów gruzowych na zboczach doliny. W miejscu ujścia potoku utworzył się charakterystyczny, niestabilny stożek napływowy złożony ze żwiru granitowego. Stwierdzono tu odłamy skalne przyniesione nawet z odległości ok. 1,5 km. Koryto potoku jest w tym miejscu zazwyczaj suche, poza okresami deszczów woda płynie nim jedynie w czasie wiosennych roztopów.
Po południowej stronie stawu znajduje się płaska, trawiasta równinka (obecnie zarastająca kosodrzewiną). Jest ona częściowo podmokła i w przeszłości stanowiła dno stawu, który od czasu swojego powstania zmniejszył się trzykrotnie. Jedynie w latach 1949-2018 powierzchnia stawu zmniejszyła się o 1455 m², tj. o 18%. Obliczono, że w tym czasie do misy stawu dostało się od 1400 do 1600 m³ materiału skalnego. W wyniku tego całkowita objętość stawu zmniejszyła się o 6-8%. W niektórych miejscach przybyła warstwa osadów o grubości do 3,5 m.
Południowo-zachodnia zatoczka stawu jest bardzo płytka, a jej większą część zajmuje owalna wysepka. Wystaje ona ponad powierzchnię wody 20–50 cm. Jest młodym utworem, liczy sobie nie więcej niż 150–200 lat. Powstała poprzez osadzanie się drobnego materiału mineralnego w wyniku nietypowego krążenia wody w zbiorniku. Jest porośnięta trawami i inną roślinnością zielną, które ustabilizowały ją w ostatnich paru dziesięcioleciach.
Zachodnie, północne i wschodnie brzegi stawu są otoczone gęstymi łanami kosodrzewiny, wśród której występują pojedynczo lub w niewielkich grupach świerki, jarzębiny i limby. Nad północnym brzegiem znajduje się źródełko, w pobliżu którego stał przed I wojną światową domek strażników dóbr księcia Christiana Hohenlohego.
Poziom wody w jeziorze wykazuje spore wahania. Ze stawu wypływa Czarny Potok Jaworowy, będący prawobrzeżnym dopływem Jaworowego Potoku (Javorinka) i wpadający do niego na wysokości ok. 1270 m.
Nazwa Czarnego Stawu Jaworowego pochodzi od jego ciemnego zabarwienia spowodowanego mulistym dnem oraz położenia w Dolinie Jaworowej. Nad staw nie prowadzi żaden szlak turystyczny, dochodzi tam za to wyraźna ścieżka nieznakowana rozpoczynająca się w pobliżu dolnego krańca Jaworowej Polany.